# Aeródromo Estância Santa Rita
O Aeródromo Estância Santa Rita (ICAO: SJCY) é um aeródromo do estado brasileiro de Mato Grosso. Distante cerca de 10 km do centro da capital mato-grossense. Oferece aos seus clientes rota de fácil acesso e toda a infra-estrutura necessária para o transporte aéreo de pequeno e médio porte: Pista 1.750m x 30m, asfaltada; hangar com capacidade para 50 aeronaves; sistema de abastecimento com Querosene Jet-1 e Gasolina AVGAS-100; higienização de aeronaves; GPU; serviço de lavagem; E toda linha de lubrificantes para aviação. Esse aeródromo também dispõe de serviço de comissária, locomoção terrestre (táxi), sala vip, business center, lanchonete, wireless de internet, garagem coberta para veículos e um mini-bosque.